# Robert Bourgeois

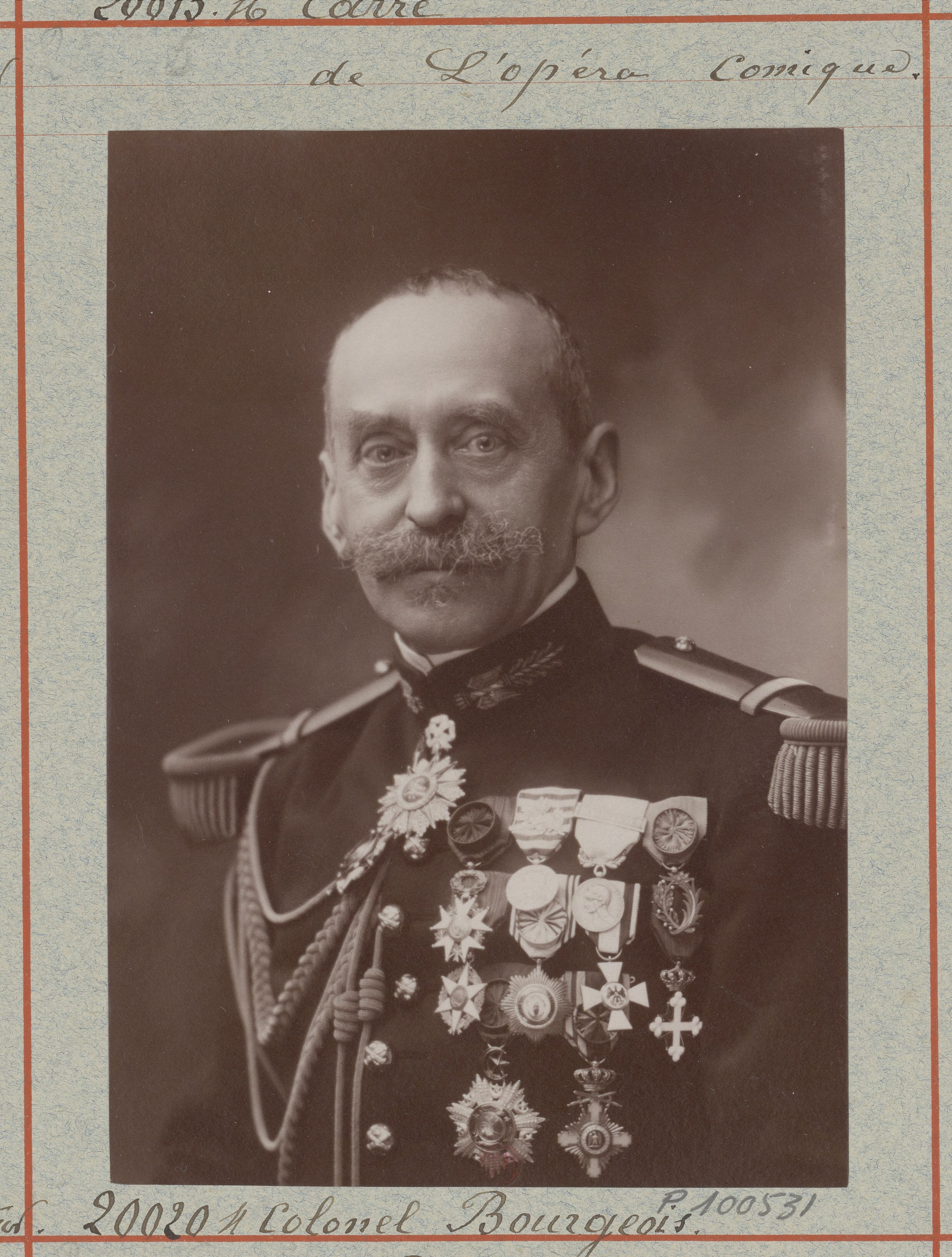

Joseph Émile Robert Bourgeois (* 21. Februar 1857 in Sainte-Marie-aux-Mines; † 10. November 1945 in Paris) war ein französischer General, Politiker und Geograph.

## Leben
Bourgeois studierte an der École polytechnique (Aufnahme 1876) und war von 1908 bis 1929 als Nachfolger von Henri Poincaré Professor für Astronomie und Geodäsie an der École polytechnique. Daneben war er Berufsoffizier. Er leitete 1911 bis 1919 den kartographischen Dienst der französischen Armee. Er wurde 1912 Brigadegeneral, führte 1915 eine Division und war 1918 bei der Artillerie, wobei er unter anderem militärische Beobachtungseinheiten organisierte, u. a. nach akustischen Methoden von Pierre-Ernest Weiss und Aimé Cotton (1869–1951).
1901 bis 1906 leitete er als Oberleutnant eine Expedition der französischen Akademie der Wissenschaften (Académie des sciences) und der kartographischen Abteilung der französischen Armee zur Längengrad-Messung in Quito in Südamerika. Er wurde dabei von Georges Perrier assistiert, seinem Nachfolger in diesem Amt (und dem Sohn seines Vorgängers François Perrier).
1920 bis 1945 war er Präsident des französischen nationalen Komitees für Kartographie. 1928 bis 1931 war er Präsident der Internationalen Geographischen Union. 1921 erhielt er die Goldmedaille der Royal Geographical Society. 1917 wurde er in die Académie des sciences gewählt, deren Präsident er 1932 war. 1920 bis 1936 war er französischer Senator (für das Département Haut-Rhin) und er war auch Vizepräsident des Senats. Außerdem war er von 1919 bis 1924 Bürgermeister von Sainte-Marie-aux-Mines. Er leitete eine staatliche Kommission zur Gründung des Instituts für theoretische und angewandte Optik (SupOptique, Institut d’optique théorique et appliquée) und war dessen erster Präsident.
Mit Philipp Furtwängler schrieb er den Artikel „Kartographie“ in der Enzyklopädie der mathematischen Wissenschaften.
Der französische Polarforscher Jean-Baptiste Charcot benannte den Bourgeois-Fjord in der Antarktis nach ihm.